# 清水康次
清水 康次（しみず こうじ、1969年10月17日 - ）は広島県広島市佐伯区出身の陸上競技元選手・指導者。専門は長距離種目・マラソン。身長176cm、体重52kg（現役当時）。
広島県立西条農業高校、大東文化大学卒。現役時代はNTT西日本陸上競技部（NTT中国→NTT西日本→NTT西日本広島→NTT西日本と改称）現在は同陸上競技部監督。
マラソンで4回のサブテン（2時間10分切り）を達成。国内大会でのサブテン4回という記録は川内優輝に抜かれるまでは日本人最高記録だった。

## 経歴
大東大時代の同期には横田芳則・島嵜貴之、1学年上に実井謙二郎、1学年下に奈良修らがいる。1年次・2年次・4年次に全日本大学駅伝に出場（2年次は優勝）。4年次（1991年度）は出雲・全日本・箱根の学生三大駅伝フル出場を果たしている。最初で最後の箱根出場となった第68回箱根駅伝では三連覇を目指すチームの2区を務め区間5位と結果を残すも、チームは総合5位に終わった。同年故郷のNTT中国（現：NTT西日本広島支店）に入社。
実業団加入後1997年の東京国際マラソンでは、カネボウの服部孝宏と首位を争い優勝。これを機に国内外のマラソンでぐいぐいと頭角を現す。2000年に同郷で女子長距離の名選手だった麓みどりと結婚。
しかしNTT西日本陸上部が、NTTグループの構造改革（競争激化で50歳以上の賃金削減）で2002年3月解散、同好会となり支援も打ち切られる。実績を買われた清水だけが「シンボル選手制度」というシステムで個人支援を受ける。だが契約の更新は、成績いかんという条件付き。夫人や仲間のサポートを請けマラソンを続けた。
2004年、NTT西日本大阪の大崎悟史が東京国際マラソンで2位となったのを契機として、NTT西日本は、「広島の同好会の選手のほとんどが大阪に移るなら」という条件つきで陸上部に格上げを決定。清水の異動は絶対条件だった。自分の練習をサポートしてくれた仲間のためもあり、大阪への移籍を決意した。
2008年の第2回東京マラソンをラストランに引退。同チームの監督専任となる。

## 主なマラソン成績
- 1993年 - アムステルダムマラソン(30キロ)　優勝
- 1997年 - 東京国際マラソン　　　　優勝　2時間10分09秒
- 1997年 -  世界陸上アテネ大会　 58位　2時間37分11秒
- 1998年 - びわ湖毎日マラソン　　　　3位　2時間9分57秒
- 1998年 - シカゴマラソン　　　　　　23位　2時間19分58秒
- 1999年 - 東京国際マラソン　　　　3位　2時間9分00秒
- 1999年 - 世界陸上セビリア大会　7位　2時間15分00秒
- 2000年 - 東京国際マラソン　　　　8位　2時間10分41秒
- 2000年 - ニューヨークシティマラソン　11位　2時間18分55秒
- 2000年 - 札幌マラソン　　　　　　　ハーフマラソン優勝
- 2001年 - 福岡国際マラソン　　　　2位　2時間9分28秒
- 2002年 - 釜山アジア大会　　　　　2位　2時間17分47秒
- 2003年 - びわ湖毎日マラソン　　　4位　2時間08分28秒
- 2003年 - 世界陸上パリ大会　　　 21位　2時間13分19秒

## 自己記録
- マラソン　2時間08分28秒

## リンク
- NTT西日本シンボルチーム 陸上競技部